# 316201 Malala
316201 Malala är en asteroid i huvudbältet som upptäcktes den 23 juni 2010 av den amerikanska astronomen Amy Mainzer med NEOWISE-teleskopet. Asteroidens preliminära beteckning var 2010 ML48. Asteroiden fick senare namn efter 2014 års mottagare av Nobels fredspris, Malala Yousafzai. Asteroiden är cirka 4 km lång och tillhör asteroidbältet.
Malalas senaste periheliepassage skedde den 30 juni 2022.